# Фрост (Миннесота)
Фрост (англ. Frost) — город в округе Фэрибо, штат Миннесота, США. На площади 1,4 км² (1,4 км² — суша, водоёмов нет), согласно переписи 2002 года, проживают 251 человек. Плотность населения составляет 184 чел./км².
- Телефонный код города — 507
- Почтовый индекс — 56033
- FIPS-код города — 27-22940[1]
- GNIS-идентификатор — 0643976[2]